# Vännäs
Vännäs ist ein Ort (tätort) in der schwedischen Provinz Västerbottens län und der historischen Provinz Västerbotten. Vännäs liegt 28 km nordwestlich von Umeå und ist Hauptort der gleichnamigen Gemeinde.
Durch Vännäs führen die Stambanan genom övre Norrland sowie der Riksväg 92 und die Europastraße 12. Bei Vännäs mündet der Vindelälven in den Ume älv.

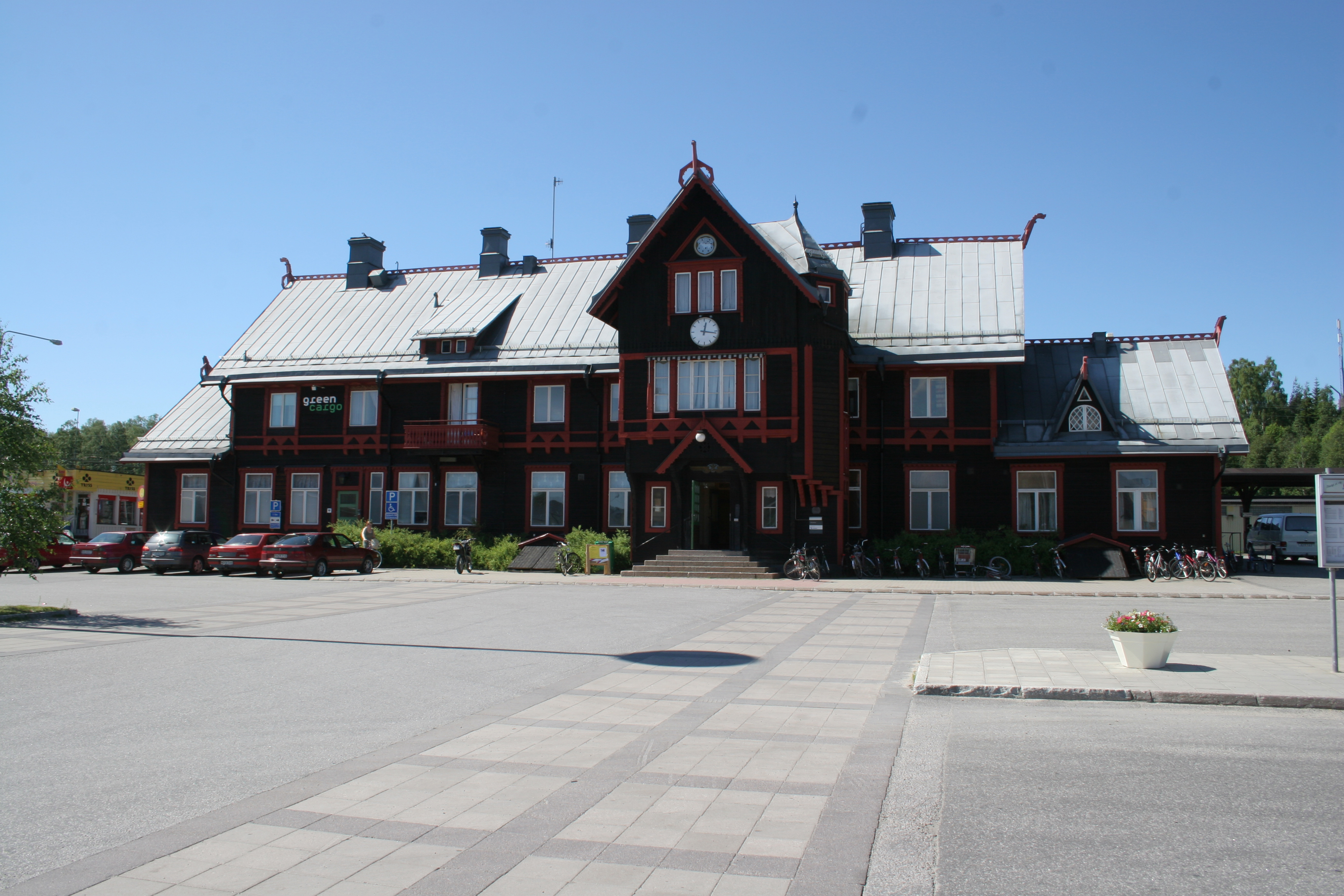
Bahnhof von Vännäs
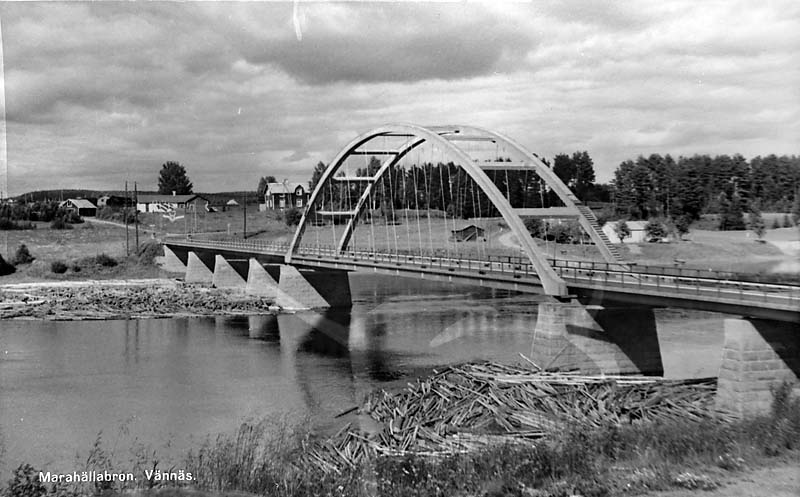
Marahälla-Brücke
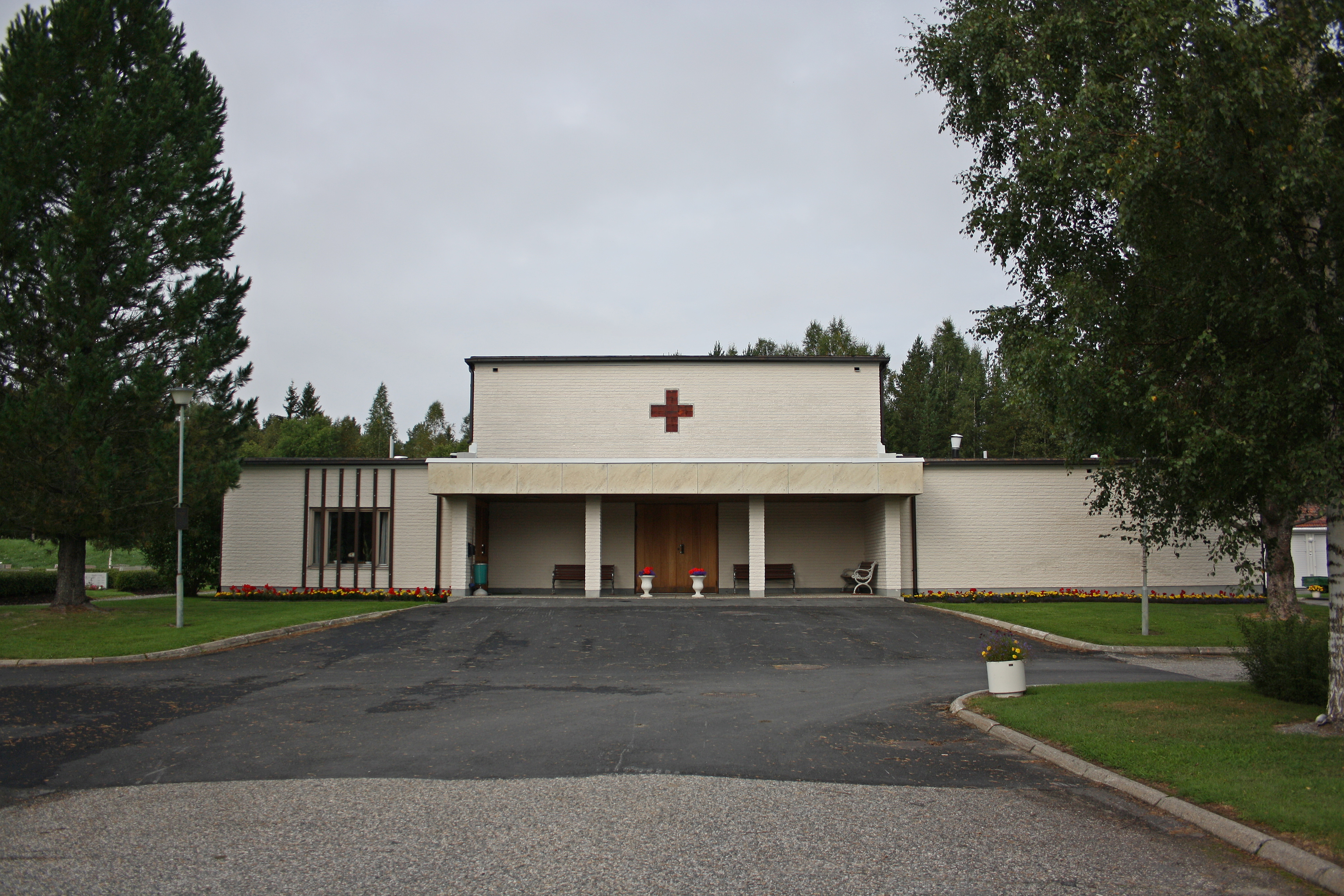
Mariakapelle
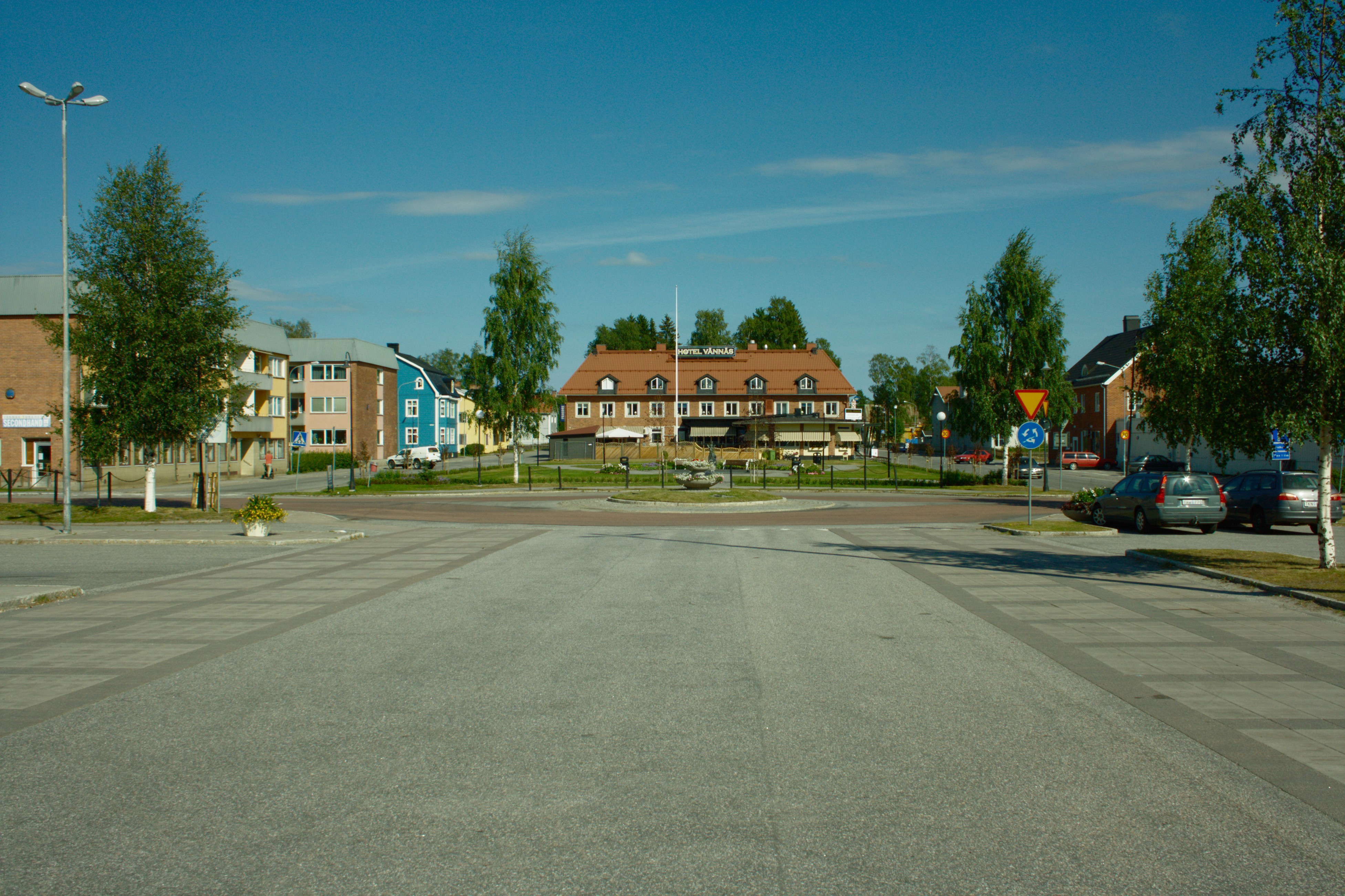
Oskarsparken

## Persönlichkeiten
- Dennis Lyxzén (* 1972), Musiker
- John Eklund (* 1993), Freestyle-Skier